# 根拠づけ
根拠づけ (こんきょづけ、英：grounding) 関係とは、より基礎的なものと、そこから派生するものとの間の関係のこと。